# Ishisaka Genki
Ishisaka Genki (石坂 元気 Ishisaka Genki, sinh ngày 13 tháng 7 năm 1993) là một cầu thủ bóng đá người Nhật Bản. Anh thi đấu cho ReinMeer Aomori.

## Sự nghiệp
Ishisaka Genki gia nhập câu lạc bộ J3 League Kataller Toyama năm 2016. Ngày 3 tháng 6 năm 2017, anh ra mắt ở J3 League (v SC Sagamihara). In tháng 8, anh chuyển đến câu lạc bộ tại Giải bóng đá Nhật Bản Briobecca Urayasu.

## Thống kê câu lạc bộ
Cập nhật đến ngày 20 tháng 2 năm 2017.
| Thành tích câu lạc bộ | Thành tích câu lạc bộ | Thành tích câu lạc bộ | Giải vô địch | Giải vô địch | Cúp                   | Cúp                   | Tổng cộng | Tổng cộng |
| Mùa giải              | Câu lạc bộ            | Giải vô địch          | Số trận      | Bàn thắng    | Số trận               | Bàn thắng             | Số trận   | Bàn thắng |
| Nhật Bản              | Nhật Bản              | Nhật Bản              | Giải vô địch | Giải vô địch | Cúp Hoàng đế Nhật Bản | Cúp Hoàng đế Nhật Bản | Tổng cộng | Tổng cộng |
| --------------------- | --------------------- | --------------------- | ------------ | ------------ | --------------------- | --------------------- | --------- | --------- |
| 2016                  | Kataller Toyama       | J3 League             | 0            | 0            | 0                     | 0                     | 0         | 0         |
| 2017                  | Kataller Toyama       | J3 League             | 3            | 0            | 0                     | 0                     | 3         | 0         |
| 2017                  | Briobecca Urayasu     | JFL                   | 11           | 1            | 0                     | 0                     | 11        | 1         |
| Tổng                  | Tổng                  | Tổng                  | 14           | 1            | 0                     | 0                     | 14        | 1         |